# Шидаля
Шидаля — река в России, протекает по Башкортостану. Устье реки находится в 6,2 км по правому берегу реки Аллаелга. Длина реки составляет 10 км.
В 1,5 км от устья, по правому берегу реки впадает река Сакша.

## Данные водного реестра
По данным государственного водного реестра России относится к Камскому бассейновому округу, водохозяйственный участок реки — Ай от истока и до устья, речной подбассейн реки — Белая. Речной бассейн реки — Кама.
Код объекта в государственном водном реестре — 10010201012111100021825.